# علم لدني
العلم اللدّني، أو ما يعرف بالعالم الباطني هو مصطلحٌ دينيٌّ يشير إلى العلم الذي لا يحتاج لحواسنا الظاهرة لمعرفته. وهو العلم الذي يأتي من لدن الله  يهبه لمن يشاء من عباده؛ قد يستخدمه المتلقي في فهم موقف من المواقف أو تفسير آية من آيات الله بفهم ينبئ عن عمق كبير يتحصل من هداية الله. ذكر في قصة موسى والعبد الصالح الخضر قال تعالى: ﴿فَوَجَدَا عَبْدًا مِنْ عِبَادِنَا آتَيْنَاهُ رَحْمَةً مِنْ عِنْدِنَا وَعَلَّمْنَاهُ مِنْ لَدُنَّا عِلْمًا ۝٦٥﴾ [الكهف:65].

## أقوال العلماء
- الصحابي ابن عباس  يقول: «العلم اللدني: هو علم الغيوب والأخبار».[2]
- الجنيد البغدادي يقول: «العلم اللدني: هو مكاشفات الأنوار من مكنونات المغيبات»[3]
- أبو حامد الغزالي يقول: «العلم اللدني: هو العلم الذي ينفتح في سر القلب من غير سبب مألوف من خارج»[4]
- فخر الدين الرازي يقول: «العلوم اللدنية عند الصوفية: هي العلوم الحاصلة بطريق المكاشفات»[5]
- نجم الدين الكبرى يقول: «العلم الدني: وهو علم معرفة ذاته وصفاته الذي لا يعلمه أحد إلا بتعليمه إياه»[6]

## وصلات خارجية
- القرآن وعلم النفس

قال السعدي في تفسير سورة الكهف متحدثا عن فوائد السورة:
ومنها: أن العلم الذي يعلمه الله لعباده نوعان: علم مكتسب يدركه العبد بجهده واجتهاده، وعلم لدني يهبه الله لمن يمن عليه من عباده لقوله: ﴿فَوَجَدَا عَبْدًا مِنْ عِبَادِنَا آتَيْنَاهُ رَحْمَةً مِنْ عِنْدِنَا وَعَلَّمْنَاهُ مِنْ لَدُنَّا عِلْمًا ۝٦٥﴾
قال طه حسين: "هو العلم الذي يهبط على قلب صاحبه من عند الله دون أن تحتاج إلى كتاب، بل دون أن تقرأ أو تكتب".